# Seseli thomsonii
Seseli thomsonii är en växtart i släktet säfferötter (Seseli) och familjen flockblommiga växter.
Arten är en perenn ört som förekommer i norra Pakistan, västra Himalaya och Tibet. Den beskrevs som Pituranthos thomsonii av Charles Baron Clarke 1879, och fick sitt nu gällande namn av Michail Pimenov och Jevgenij Kljujkov 2000.